# Prepona ilmatar
Prepona ilmatar är en fjärilsart som beskrevs av Hans Fruhstorfer 1916. Prepona ilmatar ingår i släktet Prepona och familjen praktfjärilar. Inga underarter finns listade i Catalogue of Life.